# Бії (Кальвадос)
Бії́ (фр. Billy) — колишній муніципалітет у Франції, у регіоні Нормандія, департамент Кальвадос. Населення — 346 осіб (2011).
Муніципалітет був розташований на відстані близько 190 км на захід від Парижа, 17 км на південний схід від Кана.

## Історія
До 2015 року муніципалітет перебував у складі регіону Нижня Нормандія. Від 1 січня 2016 року належав до нового об'єднаного регіону Нормандія.
1-1-2017 Бії, Еран, Контвіль, Ф'єрвіль-Бре i Пуссі-ла-Кампань було об'єднано в новий муніципалітет Валамбре.

## Демографія
Динаміка населення (Insee ):
Розподіл населення за віком та статтю (2006):
| Стать | Всього | До 15 років | 15-24 | 25-44 | 45-64 | 65-85 | Понад 85 |
| --- | ------ | ----------- | ----- | ----- | ----- | ----- | -------- |
| Чоловіки | 144    | 36          | 4     | 48    | 36    | 20    | 0        |
| Жінки | 180    | 44          | 20    | 36    | 60    | 12    | 8        |
| \| Статево-вікова піраміда \| Статево-вікова піраміда \| Статево-вікова піраміда \| \| ----------------------- \| ----------------------- \| ----------------------- \| \| Чоловіки \| Вік \| Жінки \| \| 0 \| 85 + \| 8 \| \| 0 \| 80-84 \| 0 \| \| 12 \| 75-79 \| 8 \| \| 4 \| 70-74 \| 0 \| \| 4 \| 65-69 \| 4 \| \| 16 \| 60-64 \| 16 \| \| 8 \| 55-59 \| 16 \| \| 8 \| 50-54 \| 12 \| \| 4 \| 45-49 \| 16 \| \| 16 \| 40-44 \| 0 \| \| 24 \| 35-39 \| 16 \| \| 8 \| 30-34 \| 8 \| \| 0 \| 25-29 \| 12 \| \| 0 \| 20-24 \| 4 \| \| 4 \| 15-20 \| 16 \| \| 8 \| 10-14 \| 12 \| \| 20 \| 5-9 \| 16 \| \| 8 \| 0-4 \| 16 \| |        |             |       |       |       |       |          |
| Статево-вікова піраміда |        |             |       |       |       |       |          |
| Чоловіки | Вік    | Жінки       |       |       |       |       |          |
| 0 | 85 +   | 8           |       |       |       |       |          |
| 0 | 80-84  | 0           |       |       |       |       |          |
| 12 | 75-79  | 8           |       |       |       |       |          |
| 4 | 70-74  | 0           |       |       |       |       |          |
| 4 | 65-69  | 4           |       |       |       |       |          |
| 16 | 60-64  | 16          |       |       |       |       |          |
| 8 | 55-59  | 16          |       |       |       |       |          |
| 8 | 50-54  | 12          |       |       |       |       |          |
| 4 | 45-49  | 16          |       |       |       |       |          |
| 16 | 40-44  | 0           |       |       |       |       |          |
| 24 | 35-39  | 16          |       |       |       |       |          |
| 8 | 30-34  | 8           |       |       |       |       |          |
| 0 | 25-29  | 12          |       |       |       |       |          |
| 0 | 20-24  | 4           |       |       |       |       |          |
| 4 | 15-20  | 16          |       |       |       |       |          |
| 8 | 10-14  | 12          |       |       |       |       |          |
| 20 | 5-9    | 16          |       |       |       |       |          |
| 8 | 0-4    | 16          |       |       |       |       |          |

## Економіка
2010 року серед 215 осіб працездатного віку (15—64 років) 150 були активними, 65 — неактивними (показник активності 69,8%, у 1999 році було 62,6%). З 150 активних мешканців працювали 142 особи (78 чоловіків та 64 жінки), безробітними було 8 (0 чоловіків та 8 жінок). Серед 65 неактивних 20 осіб було учнями чи студентами, 26 — пенсіонерами, 19 були неактивними з інших причин.

У 2010 році в муніципалітеті числилось 121 оподатковане домогосподарство, у яких проживали 337,0 особи, медіана доходів виносила 19 925 євро на одного особоспоживача